# クレスト・ライン
『クレスト・ライン』(Crest Line) は、瀬谷福太郎のアルバム。
瀬谷の音楽活動30周年を記念して、1982年に日本ビクター傘下のRCAレーベルよりリリースされた。瀬谷と関係の深いアーティストがゲスト参加。

## 収録曲
Side 1
1. Country Gentlemen
2. Early American
3. Any Time
4. Bartender's Blues
5. Guitar Boogie
6. Today

Side 2
1. Wildwood Flower
2. Riders in the Sky
3. Water Baby Blues
4. Cannonball Yodel
5. Goodbye Little Darlin'
6. Drifter's Polka

## パーソネル
瀬谷福太郎とカントリー・オールスターズ
- 瀬谷福太郎（アコースティック・ギター、エレクトリック・ギター）
- 小寺美昭（エレクトリック・ベース）
- 辻田巌（エレクトリック・ベース）
- 田中鐘太郎（ドラムス）
- 久富ひろむ（ピアノ、オルガン）
- 宮城久彌（フィドル）
- 谷岡寿夫（フィドル*1-6、ハーモニカ*1-4,6）
- 尾崎孝（スティール・ギター）
- 吉野五郎（4弦バンジョー）
- 吉岡孝時（トランペット*2-1,6）
- 篠原国利（トランペット*2-1,6）
- 橋爪智明（トロンボーン*2-1,6）

ゲスト
- 小松久（エレクトリック・ギター*1-2）
- ジミー時田 (ヴォーカル*1-3)
- 寺本圭一 (ヴォーカル*1-4)
- 伊東きよ子 (ヴォーカル*1-6)
- 斉藤任弘 (ヴォーカル*2-2、アコースティック・ギター*2-5)
- 三浦裕史（エレクトリック・ギター*2-3）
- 大野義夫 (ヴォーカル*2-4)
- 小坂一也 (ヴォーカル*2-5)
- 成毛滋 (エレクトリック・ギター*2-6)